# Ted Bundy (film)
Ted Bundy is een Amerikaanse speelfilm uit 2002, geregisseerd door Matthew Bright. De film gaat over het leven van de Amerikaanse seriemoordenaar, Ted Bundy.

## Plot
Ted Bundy is een zonderlinge jongeman die psychologie studeert. Hij heeft een vriendin waarmee hij een dochter heeft. Bundy kan de ultieme, seksuele bevrediging echter niet op normale wijze ervaren. Als hij zijn eerste moord pleegt ervaart hij een machtsgevoel wat hem wel bevredigt en waar hij verslaafd aan raakt. Al snel begint hij regelmatig te moorden. Zijn slachtoffers zijn allemaal knappe, jonge vrouwen die hij met een smoes meelokt, soms verkracht en vervolgens vermoordt. Bundy ontpopt zich al snel tot een necrofiel die seks heeft met zijn slachtoffers als ze al dood zijn. Zijn vriendin begint dit ook steeds meer te vermoeden naarmate Bundy's seksspelletjes met haar steeds verder gaan.
Bundy stopt maar niet met moorden en weet zijn identiteit lang geheim te houden. Op een dag neemt hij een vrouw mee in zijn auto. Hij probeert haar op een verlaten snelweg te vermoorden maar de vrouw weet te ontsnappen. De vrouw doet aangifte bij de politie en Bundy wordt opgepakt. De vrouw identificeert hem bij de politie waardoor die nu weten dat Ted Bundy de moordenaar van alle vermoordde vrouwen was. Bundy wordt naar het rechtsgebouw gebracht om daar berecht te worden. Bundy weet echter te ontsnappen en raakt voortvluchtig. Bundy wordt al snel weer opgepakt voordat hij slachtoffers kan maken.
Bundy weet nog een tweede maal te ontsnappen en is dit keer langer op vrije voeten. Hij vermoordt weer een aantal meisjes voordat hij uiteindelijk weer wordt opgepakt. Bundy kan dit keer niet meer ontsnappen en wordt ter dood veroordeeld: hij zal op de elektrische stoel geëxecuteerd worden. In zijn laatste dagen is Bundy erg bang. Bundy wordt uiteindelijk op de elektrische stoel ter dood gebracht. Ironisch genoeg is zijn beul een vrouw (die altijd zijn slachtoffers waren).

## Rolverdeling
- Michael Reilly Burke - Ted Bundy
- Boti Bliss - Lee (gebaseerd op Elizabeth Kloepfer, Bundy's vriendin)
- Alexa Jago - Betty
- Tracey Walter - Randy Myers
- Julianna McCarthy - Professor
- Steffani Brass - Julie
- Samantha Tabak - Barbara Vincennes (als Tricia Dickson)
- Meadow Sisto - Suzanne Welch
- Deborah Offner - Beverly
- Zarah Little - Patricia Garber
- Alison West - Shawn Randall
- Natasha Goodman - Suzanne Moore
- Matt Hoffman - Arnie
- Jennifer Tisdale - Mooi meisje
- Renee Intlekofer - Cutler (als Renee Madison Cole)
- Orly Tepper - Dood meisje in bos
- Tiffany Shepis - Tina Gabler
- Katrina Miller - Jane Gilchrist
- Laura Robb - Slachtoffer Bundy
- Michael Keeley - Rechercheur Washington
- Diana Kauffman - Fitz (als Diana Kaufman)
- Tom Savini - Rechercheur Salt Lake City
- Carol Mansell - Mrs. Myers
- Phoebe Dollar - Richardson
- Danielle Parris - Beul
- Ted Bundy - Zichzelf (archiefbeeld, onvermeld)